# Јужноафричка Република (Трансвал)
Јужноафричка Република (хол. Zuid-Afrikaansche Republiek (ZAR)), незванично позната и под именом Република Трансвал (краће Трансвал), била је бурска република у Трансвалу, Јужна Африка, која је постојала од половине до краја 19. века. Не сме се поистовећивати са данашњом Јужноафричком Републиком, јер се сем по имену у свему другом разликовала од данашње републике (она је била чврсто упориште апартхејда) и заузимала пуно мању територију: централне јужноафричке висоравни Хајвелд.
ЗАР је био независан од 1857. до 1877, те поновно од 1881. до 1900. након победе Бура над Британцима у Првом бурском рату.
Након одлучујућих победа у Другом бурском рату Британија је анектирала Јужноафричку Републику 1900. године.
Главни град Јужноафричке Републике била је Преторија основана 1855, једно кратко време за Другог бурског рата, удаљени Нелспруит био је привремени главни град.

## Историја

### Оснивање
Након наполеонских ратова дотадашња холандска Колонија Рт добре наде постала је британски посед 1806. године. Иако су на први поглед Бури прихватили нову колонијалну управу, они су убрзо постали незадовољни због британске либералне политике, нарочито због односа према ослобођеним робовима. Због тога је од 1835. до 1843. око 12 000 Бура званих Вортрекери (пионири), напустило Колонију Рт добре наде и кренуло на Велику сеобу (Groot Trek) према руралним пространствима на јужноафричком Хајвелду (Трансвалу) и јужном Наталу. Ти насељеници су ускоро основали неколико својих малих држава.
Британија је признала бурским Вортрекерима (пионирима) право на независност након мировних преговора одржаних на обалама Пешчане реке 1852. године. Бури су обећали да ће укинути ропство по својим државама, а Британија да се одриче територијалних претензија северно од реке Вал. У име Бура споразум је потписао њихов тадашњи лидер Андријес Преторијус.

### Живот Јужноафричке Републике
Због политичких подела међу Бурима, све до 1860. егзистирало је неколико малих бурских државица у лабавом савезу. Тада је након упорних политичких борби и трвења основана Јужноафричка Република на подручју омеђеном рекама Вал, Харц и Лимпопо. Први председник Јужноафричке Републике био је Мартинус Весел Преторијус, изабран 1857. године. Парламент републике, Волксрад, имао је 24 члана.
Јужноафричку Републику је 1877. Велика Британија анектирала као своју крунску колонију Трансвал у свом неуспелом покушају да на тај начин уједини све белачке колоније по Јужној Африци након открића злата и дијаманата у регији. Бури су на то одговорили побуном што је довело до Првог бурског рата, који је завршио победом Бура након Битке код брда Маџуба 1881. након које су Британци поновно признали независност бурске републике Трансвал. Раздобље мира није дуго потрајало. Британци су поновно показали интерес да завладају над Трансвалом након открића великих резерви злата у Витватерсранду (околица Јоханезбурга) 1886. године. Након низа дипломатских и политичких притисака Британци су на крају покушали да сруше бурску републику у неуспелој побуни британских грађана званих витлендерс познатој као Џејмсонова побуна (децембар 1895) уз помоћ полицајаца из Родезије и Бечуаналанда. Тај чин довео је на крају до Другог бурског рата (1899—1902).

### Крај Јужноафричке Републике
Након што су Британци победили у одлучним биткама Другог бурског рата, Јужноафричка Република је формално престала да постоји 1900, кад су је Британци поновно анектирали као своју крунску колонију Трансвал. Она је 1910. ушла у састав новоснованог британског доминиона Јужноафричка Унија, као једна од њезине четири провинције под именом Провинција Трансвал.